# پل جوادیه

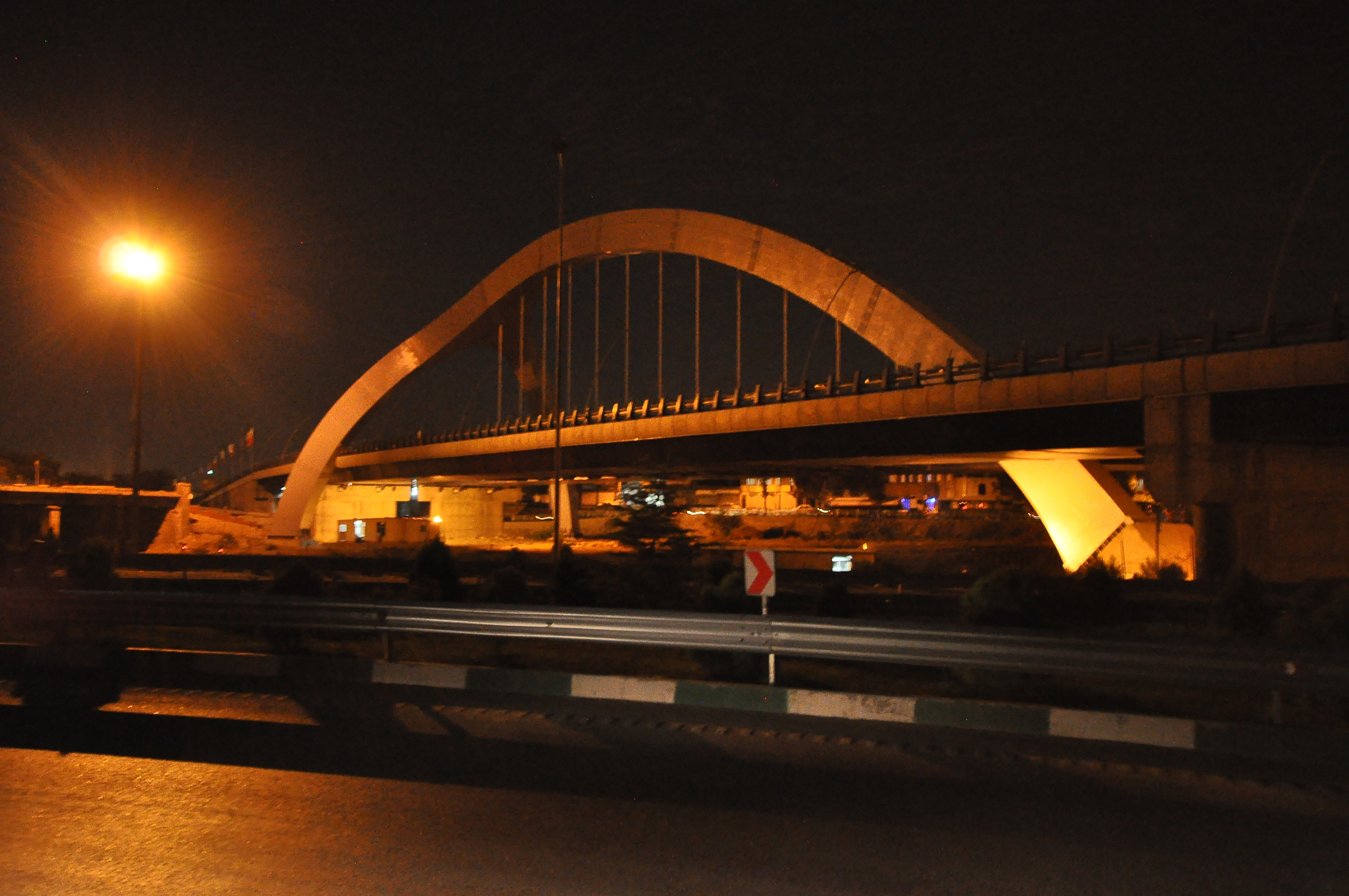
پل جوادیه

پل جوادیه یکی از پل‌های شهر تهران است که در ورودی مسیر راه آهن ساخته شده است.
این پل در سال ۱۳۸۹ افتتاح شد، ۲۱۰ متر طول دارد که ۸۴ متر آن شیب راه شمالی- جنوبی است و ۱۰۴ متر و نیم آن معلق است.
هزینه احداث این پروژه که در آن ۶۰ هزار پیچ استفاده شده، ۴۰ میلیارد تومان اعلام شده‌است.

## طراحی
پیمانکار، مهندسان و مشاوران این پروژه ایرانی بودند.
طراحی این پل توسط جلال اعراب اویسی  صورت گرفته و برگرفته از سوزن ریل قطار است.
با توجه به اینکه خاک رسی محوطه پل و بالا بودن سطح آب‌های زیرزمینی منطقه از دیگر چالش‌های احداث این پل بوده‌است، 
برای جلوگیری از پیشامدهای احتمالی ۸۰ شمع بتنی در این پل به کار رفته‌است.
این پل که به عنوان نخستین پل معلق در کشور و سومین نماد شهر تهران پس از برج آزادی و برج میلاد شناخته می‌شود، 
از جهت مهندسی و فنی منحصربه‌فرد است و نخستین پل سه‌پایه با تکنولوژی خاص در ایران به شمار می‌رود. 
پل جوادیه در برابر زلزله مقاوم است و می‌تواند بزرگترین زلزله را تحمل کند.
این پل دارای سه‌پایه بتنی نشیمنگاه، دو نشیمنگاه در سمت چپ و یک نشیمنگاه در سمت راست می‌باشد. 
پایه‌های فلزی پل از نوع باکس فلزی طراحی شده است که شکل هندسی و نمادین آن که عرشه پل اصلی به صورت آویز توسط کابل‌های فولادی می‌باشد به صورت سوزن خط راه آهن می‌باشد.
پل سه‌پایه جوادیه همچنین دارای یک قوس اصلی با دهنه‌ای ۱۲۶ متری است که از ۱۰ قطعه ساخته شده است و 
هر قطعه آن حدود ۷۰ تن وزن دارد. ۱۵ درصد وزن این قطعات مربوط به جوش آن است و برای نصب هر کدام از این قطعات، 
یک جرثقیل ۷۰۰ تنی به کار رفته است.
ورق به کار رفته در طراحی و ساخت پل از نوع ST 52 بوده و کابل‌های به کار رفته از خارج وارد شده است. 
تعداد کابل‌های به کار رفته در پل ۱۲عدد بوده که به ارتفاع ۶ تا ۳۰متر به عرشه ۱۲۶متری این سازه متصل شده است و ۱۸
هزار تن بار را کنترل می‌کند.
به‌دلیل متغیر بودن ارتفاع، کابل‌ها به ۳ تیپ متفاوت ۱۹رشته، ۳۷رشته و ۶۱ رشته‌ای تقسیم شده‌اند.
هر کدام توان تحمل متفاوت بار پل را به‌خود اختصاص می‌دهند و به‌صورت جداگانه از توان حمل بالایی برخوردار بوده 
و از ۲۵۰ تا ۸۵۰ تن بار را تحمل می‌کنند.
در پل جوادیه از ضربه‌گیرهای هیدرودینامیک استفاده شده که ارتعاشات زلزله را دفع می‌کند 
و توان استقامت در زلزله ۱۰ریشتری را داشته و یکی از ویژگی‌های بارز آن ایمنی بالا در برابر لرزه‌های شدید 
است که در این ارتباط ۸ لرزه‌گیر با ظرفیت ۲ هزار تن در پل نصب شده است.
طول کلی پل حدود ۲۱۰ متر که شامل ۴ دهانه دسترسی می‌باشد و پل اصلی به طول کلی ۱۲۶ متر و عرض ۳۰ 
(دو باند ۱۴ متری و فاصله۲ متر بین باندها) و ۱۰۴متر و نیم آن معلق است.
این پل برای عبور ۶ خط سواره رو با حاشیه ایمنی لازم و پیاده‌روهایی به عرض ۲ متر در طرفین طراحی شده است. 
تعداد خطوط راه آهن موجود زیر پل جوادیه ۶ خط است با دهانه مفروض برای پل، 
قابل افزایش تا ۱۰ خط توسعه آتی می‌باشد.
تمامی انرژی مورد نیاز روشنایی و نورپردازی پل جوادیه با استفاده از انرژی باد و خورشید تأمین می‌شود.